# Bundesstraße 302
Pour les articles homonymes, voir Route 302.
La Bundesstraße 302 est une ancienne Bundesstraße dans le Land de Bavière.

## Géographie
Elle partait de la Bundesstraße 14 à Sulzbach-Rosenberg sur une distance d'environ 13 km jusqu'à Amberg. Elle fut remplacée au début des années 1950 par le Bundesstraße 85, qui passe quelques kilomètres à l'ouest.